# The Legacy: The Best of Big Pun
The Legacy: The Best of Big Pun (engl. für das Vermächtnis: das Beste von Big Pun) ist ein Kompilationsalbum des US-amerikanischen Rappers Big Pun. Es erschien am 18. September 2009 über das Label Loud Records.

## Inhalt
Die für die Kompilation ausgewählten Lieder stammen größtenteils von den beiden Studioalben des Rappers Capital Punishment und Yeeeah Baby. Ersteres ist dabei mit sieben Songs vertreten und letzteres mit vier Songs. Außerdem sind vier Gastbeiträge Big Puns enthalten, die von Alben anderer Künstler stammen.

## Produktion
An der Produktion der für das Album ausgewählten Lieder waren viele verschiedene Musikproduzenten beteiligt, darunter Dr. Dre, Just Blaze, Swizz Beatz und The Beatnuts. Je zwei Instrumentals stammen von Younglord, The Infinite Arkatechz und Rockwilder.

## Covergestaltung
Das Albumcover ist in dunkelblauen Farbtönen gehalten. Es zeigt Big Pun, der ein Baseballcap trägt und den Betrachter ansieht. Im Vordergrund stehen in dunkelgelben Buchstaben die Schriftzüge Big Pun und The Legacy sowie darunter The Best of Big Pun in Weiß.

## Gastbeiträge
Auf 16 der 21 Titel sind neben Big Pun andere Künstler zu hören, darunter seine Crewkollegen von der Terror Squad; Fat Joe (der gleich vier Gastauftritte hat), Tony Sunshine, Cuban Link, Armageddon und Prospect. Der Sänger Joe ist bei dem Lied Still Not a Player vertreten und der Sänger Donell Jones singt den Refrain des Songs It’s So Hard. Weitere Gastbeiträge stammen von den Rappern The Beatnuts, Noreaga, Black Thought, Jadakiss, Styles P., Nature, Cam’ron, Raekwon, Lord Tariq und Peter Gunz. Außerdem äußern sich Snoop Dogg und Ghostface Killah in zwei Skits über Big Pun.

## Titelliste
| #  | Titel                            | Gastbeiträge                                     | Produzenten            | Länge | Album                   |
| -- | -------------------------------- | ------------------------------------------------ | ---------------------- | ----- | ----------------------- |
| 1  | Intro (Words from Big Pun)       |                                                  |                        | 1:19  |                         |
| 2  | You Ain’t a Killer               |                                                  | Younglord              | 4:14  | Capital Punishment      |
| 3  | I’m Not a Player                 |                                                  | Minnesota              | 3:40  | Capital Punishment      |
| 4  | Leather Face                     |                                                  | The Infinite Arkatechz | 3:26  | Yeeeah Baby             |
| 5  | 100%                             | Tony Sunshine                                    | Sean Cane              | 3:50  | Yeeeah Baby             |
| 6  | Words from Raekwon               | Raekwon                                          |                        | 0:17  |                         |
| 7  | Fire Water                       | Fat Joe, Armageddon und Raekwon                  | Showbiz                | 4:16  | B-Seite der Single Envy |
| 8  | Still Not a Player               | Joe                                              | Knobody                | 3:56  | Capital Punishment      |
| 9  | You Came Up                      | Noreaga                                          | Rockwilder             | 3:53  | Capital Punishment      |
| 10 | Capital Punishment               | Prospect                                         | The Infinite Arkatechz | 4:17  | Capital Punishment      |
| 11 | Off Wit His Head                 | Prospect                                         | Just Blaze             | 4:05  | Yeeeah Baby             |
| 12 | Words from Snoop                 | Snoop Dogg                                       |                        | 0:22  |                         |
| 13 | Twinz (Deep Cover 98)            | Fat Joe                                          | Dr. Dre                | 3:47  | Capital Punishment      |
| 14 | It’s So Hard                     | Donell Jones                                     | Younglord              | 2:52  | Yeeeah Baby             |
| 15 | Off the Books                    | The Beatnuts und Cuban Link                      | The Beatnuts           | 2:48  | Stone Crazy             |
| 16 | Ghostface on Big Pun             | Ghostface Killah                                 |                        | 0:04  |                         |
| 17 | Super Lyrical                    | Black Thought                                    | Rockwilder             | 3:27  | Capital Punishment      |
| 18 | Freestyle with Fat Joe & Big Pun | Fat Joe                                          |                        | 2:07  |                         |
| 19 | Cross Bronx Expressway           | Lord Tariq, Peter Gunz und Fat Joe               | Ski                    | 5:23  | Make It Reign           |
| 20 | Banned from TV                   | Noreaga, Jadakiss, Styles P., Nature und Cam’ron | Swizz Beatz            | 4:19  | N.O.R.E.                |
| 21 | Big Pun Outro                    |                                                  |                        | 0:11  |                         |